# قانون مور

قانون مور (بالإنجليزية: Moore's law)‏ هو القانون الذي ابتكره غوردون مور أحد مؤسسي إنتل عام 1965.
حيث لاحظ مور أن عدد الترانزستورات على شريحة المعالج يتضاعف تقريبا كل عامين في حين يبقى سعر الشريحة على حاله. وأدت هذه الملاحظة إلى بدأ عملية دمج السيليكون بالدوائر المتكاملة على يد شركة إنتل مما ساهم في تنشيط الثورة التكنولوجية في شتى أنحاء العالم. وفي عام 2005، تنبأ الباحثون أن هذه النظرية من الممكن تطبيقها لعقد آخر من الزمان على الأقل.
يدرك الكثيرون أن الزيادات الفائقة لأعداد الترانزيستورات المدمجة في المعالجات وغيرها من المكونات الرائدة لمنصات العمل، وهذه الزيادات |عملت بشكل ثابت وحقيقي تؤدي إلى المزيد من الأداء الحاسوبي وفقا لقياسه بملايين العمليات في الثانية الواحدة.
كما يعني قانون مور أيضا خفض التكاليف، ففي الوقت الذي تحقق فيه العناصر القائمة على السيليكون ومكونات منصات العمل المزيد من الأداء، فإنها تصبح أقل كلفة عند إنتاجها، وتصبح أكثر وفرة وقوة وأكثر تواجدا في حياتنا اليومية. وتعمل المعالجات اليوم على تشغيل كل شيء تقريبا، بدء بالألعاب وحتى الإشارات الضوئية، فعلى سبيل المثال، تستخدم بطاقة عيد الميلاد التي تكلف بضع دولارات اليوم قدرة حاسوبية تفوق أسرع أجهزة الكمبيوتر التي استخدمت قبل عقود قليلة.

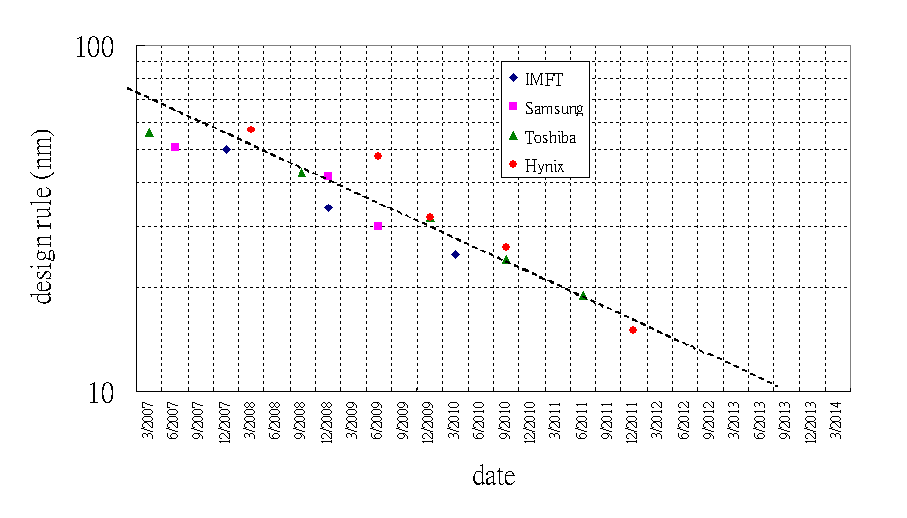
مخطط نصف لوغاريتمي لأبعاد قاعدة تصميم فلاش NAND بالنانومتر مقابل تواريخ التقديم. يشير الانحدار الخطي الهابط إلى انخفاض أسي في أبعاد الميزة بمرور الوقت. (معدل تصغير حجم الموسفت ينخفض إلى النصف كل 18 شهر.)

ترتبط قدرات العديد من الأجهزة الإلكترونية الرقمية ارتباطا وثيقا مع قانون مور: سرعة المعالجة وسعة الذاكرة والحساسات وحتى عدد وحجم البكسل في الكاميرات الرقمية كل هذه آخذة في التحسن بمعدلات أسية (تقريبا)، وهذا قد زاد زيادة كبيرة من فائدة الإلكترونيات الرقمية في كل قطاع تقريبا من الاقتصاد العالمي. قانون مور يصف بدقة قوة الدفع للتغير التكنولوجي والاجتماعي في أواخر القرن 20 وأوائل 21.

## اقرأ أيضًا
- تاريخ الأجهزة الحاسوبية (ستينيات القرن العشرين-الآن)